# Paralimnophyes trilineatus
Paralimnophyes trilineatus är en tvåvingeart som först beskrevs av Carl Erik Lundström 1915.  Paralimnophyes trilineatus ingår i släktet Paralimnophyes, och familjen fjädermyggor. Arten är reproducerande i Sverige.